# Ileana Espinel
Ileana Espinel Cedeño (Guayaquil, 31 de octubre de 1931-21 de febrero de 2001) fue una escritora, periodista, crítica literaria y poetisa ecuatoriana. Principal fundadora del club poético en Guayaquil junto a los escritores Miguel Donoso Pareja y David Ledesma. Es considerada una de las mayores voces líricas que tuvo la poesía ecuatoriana en el siglo XX.

## Trayectoria
Fue editora en los periódicos Ecuatorianos: El Universo, El Telégrafo y La Nación, así como en la revista mexicana Nivel y la revista venezolana Poesía. Es coautora de los poemarios Club 7 (Guayaquil, 1954); Piezas líricas (Guayaquil, 1957); La estatua luminosa y Poemas escogidos (Caracas, 1959); coautora de Triángulo (Guayaquil,1960); Arpa salobre (Caracas, 1966); coautora de Generación huracanada (Guayaquil, 1969); Diríase que canto (Guayaquil, 1969); Tan solo trece (Guayaquil, 1972); Poemas escogidos (Guayaquil, 1978); Solo la isla (Quito, 1995). Consta en las antologías: Lírica ecuatoriana contemporánea (Bogotá, 1979); Poesía viva del Ecuador (Quito, 1990); La palabra perdurable (Quito, 1991); Between the Silence of Voices: An Anthology of Cotenmporary Ecuadorean Women Poets (Quito, 1997).
Además de estas obras, Ileana Espinel publicó, en coautoría con otros poetas de su generación, los poemarios Triángulo (Guayaquil,1960) y Generación huracanada (Guayaquil, 1969). Consagrada, en fin, como una de las poetisas ecuatorianas más relevantes de todos los tiempos, vio como muchas que sus composiciones quedaban incluidas en las muestras antologías más representativas de la poesía de su nación, como las tituladas Lírica ecuatoriana contemporánea (Bogotá, 1979), Poesía viva del Ecuador (Quito, 1990), La palabra perdurable (Quito, 1991), Between the Silence of Voices: An Anthology of Cotenmporary Ecuadorean Women Poets (Quito, 1997), y Poesía erótica de mujeres: Antología del Ecuador (Quito, 2001).
Entre sus poemas más renombrados están: "Tu Sabes", “Soneto del imposible olvido”, “Abril 8”, “Imagen del amor ”, "Te Quiero", entre otros.

Sobre la escritura de Espinel, la narradora nacida en Uruguay, Paulina Medeiros, manifiesta: 
“Aun en la ironía, revela un dominio atrevido, no característico de las poetisas, por cierto. Y en la pasión, una hondura de pensamiento la aleja del erotismo superficial que cultiva nuestro sexo. Todo eso marca una personalidad, un perfil propio en el terreno de la lírica.” 
Además, Sonia Manzano, otra poetisa, considera a Espinel como una mujer con una ironía inteligente al componer y una “existencialista cerebral” promotora de la difusión cultural.

## Estilo literario
Su estilo literario fue considerado homoerótico en la literatura ecuatoriana. A mediados de los años 50, la escritora junto a David Ledesma Vásquez (1934-1961) formaron el grupo grupo de escritores denominado “Generación Huracanada” y “Club 7" (1951-1962). El Club 7, nace el 8 de noviembre de 1953 con una publicación dominical en diario El Universo cuyo titular fue "Poesía del Club 7".
Sus obras reflejan oblicuamente los dilemas y las crisis que aquejan a la comunidad homosexual. Ledesma y Espinel hacen uso de símbolos, tropos, figuras, tópicos y formas verbales que fraguan una identidad sexualmente disidente. Su poesía ha sido incluida en numerosas antologías de poesía ecuatoriana y latinoamericana, y además, ha sido traducida al inglés, portugués, francés, italiano y griego.

## Trayectoria
Fue partícipe de la denominada Generación del 50, siendo una de las representantes femeninas más rotundas, sugerentes e innovadoras de la lírica ecuatoriana de la segunda mitad del siglo XX. Esta generación dio paso al lirismo explorando las cambios sociales a los que se enfrentaron Quito y Guayaquil.
En 1954, fundó como integrante la agrupación "Club 7 de poesía ecuatoriana", formada en sus inicios por siete jóvenes poetas: Carlos Benavides Vega, Gastón Hidalgo Ortega, Ileana Espinel, David Ledesma Vásquez, Sergio Román Armendáriz, Charles Abadíe Silva y Miguel Donoso Pareja, que luego se redujo a cinco miembros al retirarse de la agrupación Charles Abadíe Silva y Miguel Donoso Pareja. En 1956, a la edad de 23 años, Espinel se convirtió en la primera mujer miembro de la Casa de la Cultura Ecuatoriana, más tarde en 1960 le fue otorgada la medalla de oro al Mérito Literario. Fue concejala del cantón Guayaquil en el periodo 1967 hasta 1970, año en que el Consejo Cantonal fue disuelto por José María Velasco Ibarra.

## Reconocimientos
Le fue otorgada en 1960 la medalla de oro al Mérito Literario por el Municipio de Guayaquil.
Galardonada con la condecoración Al Mérito Cultural de Primera Clase por parte del Ministerio de Educación del Ecuador en 1989.
El "Festival Internacional de Poesía Joven Ileana Espinel Cedeño", nombrado en su honor, fue instituido para homenajear y rememorar su legado poético. Se celebra cada año del 18 al 22 de noviembre, congregando a poetas de todo el mundo en Guayaquil. El docente de la UPS y director del filial de Visor en Ecuador, Augusto Rodríguez, quien asegura que el festival lleva nombre de mujer para “resaltar a las poetas ecuatorianas” que han sido “un poco ocultadas en comparación con los artistas hombres”. Hasta el año 2017 se han llevado a cabo diez ediciones del festival. El principal objetivo del festival es abarcar públicos variados. Por esta razón, cuenta con el auspicio de la Casa de la Cultura Ecuatoriana, Núcleo del Guayas, El Centro Ecuatoriano Norteamericano, La Alianza Francesa, el Centro Cultural Libertador Simón Bolívar (MAAC), y la Universidad Politécnica Salesiana, sede principal del encuentro. Durante el festival se realizan conversatorios y recitales poéticos, los mismos que se desarrollan en varios lugares de la ciudad.

La crítica hispanoamericana también ha valorado en su justa medida la importancia de la producción poética de Ileana Espinel, poniendo especial énfasis en su asombrosa capacidad para abordar los aspectos más íntimos del erotismo sin caer en excesos escabrosos, y en su maestría a la hora de introducir temas, motivos, voces, giros y expresiones de la vida cotidiana en su discurso poético. Así, la narradora uruguaya Paulina Medeiros dejó escritas, a propósito de los versos de Espinel, las siguientes palabras: 
"Aun en la ironía, revela un dominio atrevido, no característico de las poetisas, por cierto. Y en la pasión, una hondura de pensamiento la aleja del erotismo superficial que cultiva nuestro sexo. Todo eso marca una personalidad, un perfil propio en el terreno de la lírica".

## Legado
“La canción sin retorno” es una producción recopilatoria publicada en 2018 que recoge las vivencias y legado de la autora donde se reconoce el trabajo de la escritora ecuatoriana. La obra fue realizada por una coedición entre la Editorial Visor de España y la Universidad de las Artes de Guayaquil. Esta obra es importante no solo a nivel nacional, sino también internacional donde se logró reconocer el trabajo de la literatura ecuatoriana con prólogo de la poeta y crítica literaria Siomara España en el que manifiesta: 
"En la poesía de Ileana Espinel Cedeño, la confrontación entre la vida y la muerte es tratada como un torneo simbólico al través de esencias, instancias, sentidos y valores fundamentales..."
Además el Festival Internacional de Poesía de Guayaquil ha sido nombrado con su nombre, en dicho festival participan autores de países como Estonia, España, Letonia, Japón, Estados Unidos, China, Camerún, Taiwán, Marruecos, Siria, Chile, Uruguay, Colombia, México, Cuba, Ecuador logrando reunir en total 80 poetas en su undécima edición en el año 2018.
En el 2017 dada la importancia de su legado el gobierno ecuatoriano decidió nombrar a la nueva "Escuela del Milenio Ileana Espinel" fundada en su natal Guayaquil reconociéndola como un modelo cultural de la sociedad ecuatoriana.
En el mismo año se publicó el libro "Los siete que fueron cinco, y viceversa" abordando los cambios poéticos que se dieron en los años cincuenta. Este libro, presentado por La Casa de la Cultura Ecuatoriana busca honrar a quienes dejaron un legado en la poesía nacional. Entre ellos: Ileana Espinel, David Ledesma, Carlos Benavides Vega, Sergio Román y Gastón Hidalgo Ortega. El propósito de este libro es recordar y hacer perdurar sus obras a pesar del paso del tiempo.

## Obra
- 1957 – Piezas líricas
- 1959 – La estatua luminosa
- 1966 – Arpa salobre
- 1967 – Piezas de teatro
- 1969 – Diríase que canto
- 1972 – Tan solo trece
- 1978 – Poemas escogidos
- 1995 – Solo la isla[27]
- 2000 – Breve antología[28]
- 2018 – La canción sin retorno[29]